# Rudy Janssens
Rudy Janssens (Geel, 5 augustus 1963) is een gewezen Belgische voetballer. Hij speelde voor onder meer KFC Winterslag - RC Genk - AA Gent - Germinal Ekeren en KVC Westerlo. Hij speelde in totaal +/- 456 wedstrijden in eerste nationale en staat hiermee op 32ste plaatste in de Belgische rankschikking van meeste gespeelde wedstrijden in eerste nationale

## Carrière
Rudy Janssens begon zijn spelerscarrière begin jaren 80 bij vierdeklasser Verbroedering Meerhout. In 1986 zette de Kempense middenvelder een stap hogerop. Hij belandde bij tweedeklasser KFC Winterslag, waar hij een ploegmaat werd van onder meer Pierre Denier en Ronny Gaspercic. De club promoveerde in 1987 naar Eerste Klasse en ging een jaar later een fusie aan met streekgenoot THOR Waterschei. De nieuwe fusieclub, KRC Genk, werd voor één seizoen Janssens nieuwe thuishaven.
In 1989 volgde een transfer naar KAA Gent, dat toen net naar Eerste Klasse was gepromoveerd. De centrale middenvelder werd bij de Buffalo's een vaste waarde. Ook toen trainer René Vandereycken in 1993 werd opgevolgd door Walter Meeuws bleef Janssens een titularis. Maar prijzen pakte hij bij Gent niet.
Na vier seizoenen verhuisde Janssens naar Germinal Ekeren, met wie hij in 1995 de finale van de Beker van België bereikte. Toch moest hij nog twee jaar wachten alvorens hij zijn eerste trofee veroverde. In 1997 versloeg Ekeren RSC Anderlecht verrassend in de finale van de Beker. Na de Bekerwinst ruilde Janssens Ekeren in voor promovendus KVC Westerlo, waar hij net als bij Gent en Ekeren in totaal vier seizoenen speelde. Met Westerlo won hij in 2001 voor de tweede keer de Beker.
Rudy Janssens sloot zijn carrière in 2002 af bij tweedeklasser Verbroedering Geel.
Na zijn spelerscarrière werd hij trainer bij enkele clubs uit de lagere divisies.

## Palmares
- Beker van België: 1995 (Verliesend Finalist tegen Club Brugge) 1997 Germinal Ekeren (winst), 2001 KVC Westerlo (winst)
- Europees : 1990 - Kwartfinale Uefa Beker : Ajax - AA Gent : 0-0 Heen en 3-0 Terug - 2 x 90 minuten
- Europees : 1995 - 1ste ronde Uefa Beker : Germinal Ekeren - Casino Gras : 4-2 Heen en 0-2 Terug (Penalty 0-2 87ste minuut verloren) - 2 x 90 minuten